# Maria de Teck
Maria de Teck —El seu nom sencer fou Victoria Mary Augusta Louise Olga Pauline Claudine Agnes— (Palau de Kensington, Londres, 26 de maig de 1867 – Marlborough House, Londres, 24 de març de 1953), reina del Regne Unit, Princesa de Teck per naixement, es casà el 1893 amb el futur rei Jordi V del Regne Unit, assolint l'any 1910 el títol de Reina del Regne Unit i essent mare de dos reis: Eduard VIII del Regne Unit i Jordi VI del Regne Unit. Representa una de les etapes daurades de la monarquia britànica.

## Naixement i educació
Filla dels prínceps de Teck, el príncep Francesc de Teck, príncep de la branca morganàtica de la família reial de Württemberg originada arran del casament de la comtessa hongaresa Claudine Rhédey de Kis-Rhede amb el príncep Alexandre de Württemberg, fill dels ducs de Württemberg. La seva mare era la princesa britànica Maria Adelaida del Regne Unit, filla dels ducs de Cambridge, i neta del rei Jordi III del Regne Unit.
La família de la princesa de Teck no posseïa una extraordinària fortuna, més aviat el contrari. El príncep de Teck no rebé cap benefici del testament del seu pare, i la seva muller, la princesa Maria Adelaida rebia únicament una llista civil del Parlament, en concepte de princesa britànica. La llista arribava a les 5000 lliures esterlines de l'època. La que havia de ser més tard la reina Mary, fou coneguda en la joventut per l'apel·latiu de princesa May.
Passà la infància i l'adolescència en la residència White Lodge, de Richmond Park, i fou curosament educada en un marc de gran senzillesa, destacant, en la seva completa i profunda formació escolar, els coneixements de llengües i també la seva vasta cultura en les ciències històriques i les belles arts. La princesa visqué una important temporada a Florència i tingué una estretíssima relació amb els seus parents alemanys en especial amb la princesa Augusta del Regne Unit.

## Casament
L'any 1891 la princesa Maria de Teck és promesa amb el llavors duc de Clarence, tan sols dues setmanes després el duc mor d'una pneumònia. De la princesa es valorà, molt particularment per part de la reina Victòria, el seu caràcter fort i el seu sentit del deure.
La mort del duc de Clarence feu que la reina Victòria hagués de persuadir al seu altre net, el duc de York, el futur Jordi V del Regne Unit per tal que es casés amb la jove princesa de Cambridge. El casament se celebrà el 6 de juliol de 1893 a la Capella Reial del Palau de Saint James residència dels prínceps de Gal·les. El duc de York era fill dels prínceps de Gal·les, el futur rei Eduard VII del Regne Unit i la reina Alexandra de Dinamarca.
La parella tingué sis fills, un dels quals no arribà a la vida adulta:
- SM el rei Eduard VIII del Regne Unit nascut a Richmond el 1894 i mort a París el 1972. Casat amb Wallis Simpson (1937).
- SM el rei Jordi VI del Regne Unit nascut a Sandringham el 1895 i mort a Londres el 1952. Casat amb Lady Elisabet Bowes-Lyon (1925).
- SAR la princesa reial Maria del Regne Unit nascuda a Sandringham el 1897 i morta a Harewood House, York el 1965. Casada amb lord Enric Lascelles V comte de Harewood (1922).
- SAR el príncep Enric del Regne Unit, duc de Gloucester nascut a Sandringham el 1900 i mort a Londres el 1974. Casat amb Lady Alice Montagu-Douglas-Scott el 1935.
- SAR el príncep Jordi del Regne Unit, duc de Kent, nascut a Sandringham el 1902 i mort en un accident aeri mentre sobrevolava Escòcia l'any 1942. Es casà l'any 1936 a Londres amb SAR la princesa Marina de Grècia.
- SAR el príncep Joan del Regne Unit, nascut a Sandringham el 1905 i mort a Londres el 1919 a causa d'un atac epilèptic.

## Duquessa de York i Princesa de Gal·les
Després del matrimoni la jove parella es va instal·lar al York Cottage, una finca dins de la propietat reial de Sandringham, al comtat de Norfolk.
En morir la reina Victòria I del Regne Unit, el 1901, els ducs de York portaren terme una intensa sèrie d'activitats al voltant de l'Imperi.
Emprengueren un viatge de molta importància política, que senyalà una nova etapa en les relacions de la família reial amb els territoris d'Ultramar.
En el curs d'aquest viatge, emprès el mes de març, visitaren Gibraltar, Malta Aden, Ceilan i Singapur; entre altres solemnitats, presidiren el mes de maig l'obertura del Parlament d'Austràlia, i en el viatge de retorn a Anglaterra visitaren Sud-àfrica i el Canadà. El 1901 es convertiren en Prínceps de Gal·les.
El nomenament de príncep de Gal·les els comporta a la parella a desenvolupar una actuació molt més prominent que fins aleshores en la vida pública. La princesa passà a ser una de les figures més important de la vida social britànica i el príncep com a fill únic del rei Eduard, es veié obligat a una activíssima intervenció en la vida pública, en compliment dels deures del seu càrrec.
A finals de l'any 1905 es completaren el viatges dels Prínceps de Gal·les pels territoris de l'Imperi britànic, mitjançant un viatge a l'Índia que es prolongà divuit setmanes, i en el curs del qual la princesa posà molt d'interès a observar i estudiar els costums i la vida dels diferents sectors socials del país.

## Reina del Regne Unit
El 1910 Reis del Regne Unit. Es converteix en reina i immediatament entre en conflicte amb la reina viuda Alexandra. Al llarg de més de quinze anys el conflicte entre les dues sobiranes fou extrem i notori per l'opinió pública.
Transcorregut un any de dol oficial, el nou rei i la seva augusta esposa iniciaren el compliment de les reials funcions, tenint com invitats d'honor a Buckingham Palace els emperadors d'Alemanya. Poc temps després se celebrà, amb la requerida solemnitat, la cerimònia oficial de la coronació: en finalitzar l'any 1911 visitaren novament l'Índia; el 1913 assistiren a Berlín a la boda de la filla única del Kaiser: es personaren després a la capital de França en visita oficial, causant una impressió molt favorable al poble francès la gentilesa i simpatia de la reina Maria.
Al llarg del regnat del seu espòs l'ajudà i el recolzà en ser més fort gràcies als seus coneixements d'història i reialesa. Els seus consells ajudaren al seu espòs al llarg del seu regnat. Iniciada la Primera Guerra Mundial, seguidament comença la reina una labor callada i fecunda en favor de les forces combatents, organitzant amb rapidesa i eficàcia la recollida de roba d'abrigar per l'exèrcit, acceptant després, i desenvolupant amb summa eficàcia, el lloc de comandant en cap del Cos Auxiliar Femení de l'Exèrcit, sense descuidar per això altres importants tasques, com la creació de l'Institut de Maternitat, Maternity Home, del Barri de Hampstead, i la fundació de diversos hospitals. El 1917 restà de nou a França en companyia del rei, visitant el Quarter General del general Haig i inspeccionant els hospitals militars.
El 1918, en acabar la guerra, els sobirans celebraren llurs noces d'argent, sent pròdigs els anys que seguiren immediatament al restabliment de la pau en solemnitats oficials i públiques; en particular, a causa de les visites dels caps de les nacions aliades i també dels matrimonis del duc de York i de la princesa Maria; Sens cap dubte, com haurien de reconèixer tots els seus biògrafs i els historiadors, el motiu essencial de l'afecte sense distinció de classes professava el poble britànic a la reina Maria i que seguí professant-li fins a la seva mort, fundant-se en llur abnegació, en la cordialitat dels seus afectes i en la simpàtica senzillesa que va saber imprimir en la vida íntima de la família reial.
La greu malaltia que patí el rei el 1928 posà a prova la força de voluntat i l'esperit de sacrifici i la resistència física de la reina Maria; fins a tal punt, que en ser interrogat un dels metges que cuidaren el sobirà, envers el que era que havia salvat la vida del monarca, es limità contestar, ràpid:<<La reina.>

## Reina viuda
L'any 1935 celebraren les noces de plata del seu regnat i uns mesos després el rei moria al seu estimat Sandringham. Mort el rei Jordi el 1936, la seva salut havia restat molt trencada amb aquella malaltia, però la reina Maria sabé sobreposar-se a llur amargura i continuà interessant-se activament en les seves tasques caritatives i benefiques, assenyalant llur presència en la cerimònia de coronació de Jordi VI la iniciació d'una nova etapa de la seva vida com a reina mare.
Des del primer moment es mostrà contrària al casament del seu fill el rei Eduard VIII del Regne Unit amb la senyora Wallis Simpson. Mostrà un suport incondicional al seu fill el rei Jordi VI del Regne Unit assistint a la seva coronació essent la primera reina viuda en fer-ho en la història britànica.
Durant la Guerra visqué amb la duquessa de Beuafort, filla del seu germà Adolf de Cambridge, realitzà nombroses visites a indústries i soldats britànics. L'any 1942 morí el seu fill el duc Jordi de Kent en un accident aeri.
Però quinze dies abans de la signatura de l'armistici no volgué esperar més, i retornà a la seva residència de Marlborough House i assistí als oficis d'acció de gràcies celebrats a la Catedral de Saint Paul.
Després de la Guerra, assistí complaguda al casament de la seva neta la reina Elisabet II del Regne Unit amb el príncep grec Felip d'Edimburg, a la mort del seu fill el rei Jordi VI del Regne Unit i a l'ascens al tron de la seva neta.

## Compromís amb el país fins última hora
En complir els 80 anys, el 1947, rebé, una vegada més les demostracions d'amor del poble de Londres, que en aparèixer l'augusta dama en el balcó del palau de Buckingham li tributà una ovació inacabable.
Per la reina Maria fou un cop molt fort la mort del seu fill Jordi VI del Regne Unit i, encara quan obeint les ordres dels metges es va abstenir d'assistir als funerals, en una última mostra de la seva força de voluntat es personà a Westminster Hall per a compartir l'últim tribut de la nació a les restes mortals del monarca, llur egregi fill.
Malgrat que les xacres pròpies de la seva avançada edat seguí prestant el seu decidit concurs i actiu a les institucions patrocinades per ella, sense regatejar mai l'eficàcia de la seva paraula i la seva assistència, per a quan hagués de redundar en benefici dels humils i en el prestigi de la reialesa. La simpatia, la bondat, foren les més destacades condicions de la reina Maria.
Gran amant de les joies llegà una de les més espectaculars col·leccions del món, les Joies de la corona britànica.